# 新野駅 (兵庫県)

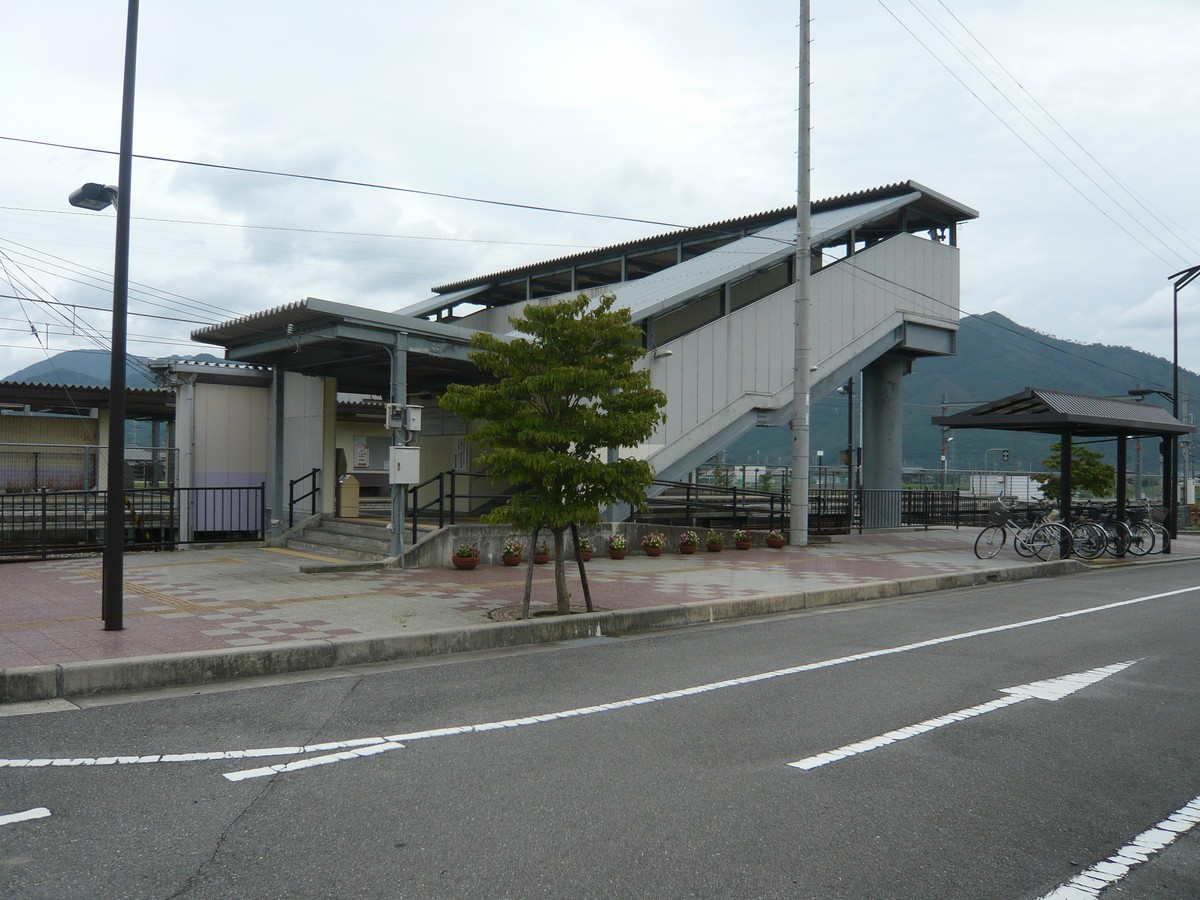
西口（2007年8月）

新野駅（にいのえき）は、兵庫県神崎郡神河町新野字中村にある、西日本旅客鉄道（JR西日本）播但線の駅である。

## 歴史
- 1951年（昭和26年）10月15日：国鉄播但線鶴居駅 - 寺前駅間に新設[2]。旅客営業のみ[2]。
  - 当時の所在地表示は兵庫県神崎郡寺前村新野字中村であった[3]。
- 1987年（昭和62年）4月1日：国鉄分割民営化に伴い、JR西日本の駅となる[3]。
- 2016年（平成28年）3月26日：ICカード「ICOCA」の利用が可能となる[4]。ICカード専用簡易改札機で対応。
- 2022年（令和4年）
  - 6月1日：管理駅が福崎駅から豊岡駅に変更。
  - 10月1日：組織改正に伴い、近畿統括本部福知山管理部管轄となる。

## 駅構造
相対式ホーム2面2線を有する列車交換可能な地上駅。両ホームは跨線橋で連絡している。2番のりばを上下本線とした1線スルーとなっており、特急列車は両方向ともに2番のりばを通過する。停車列車は原則として両方向共に上下副本線である1番のりばに停車する。行違いの場合は寺前方面行の方が2番のりばに入る。
豊岡駅管理の無人駅。直接ホームに入る形となっている。1番のりばに簡易型自動券売機がある。ICカード専用簡易改札機設置。

### のりば

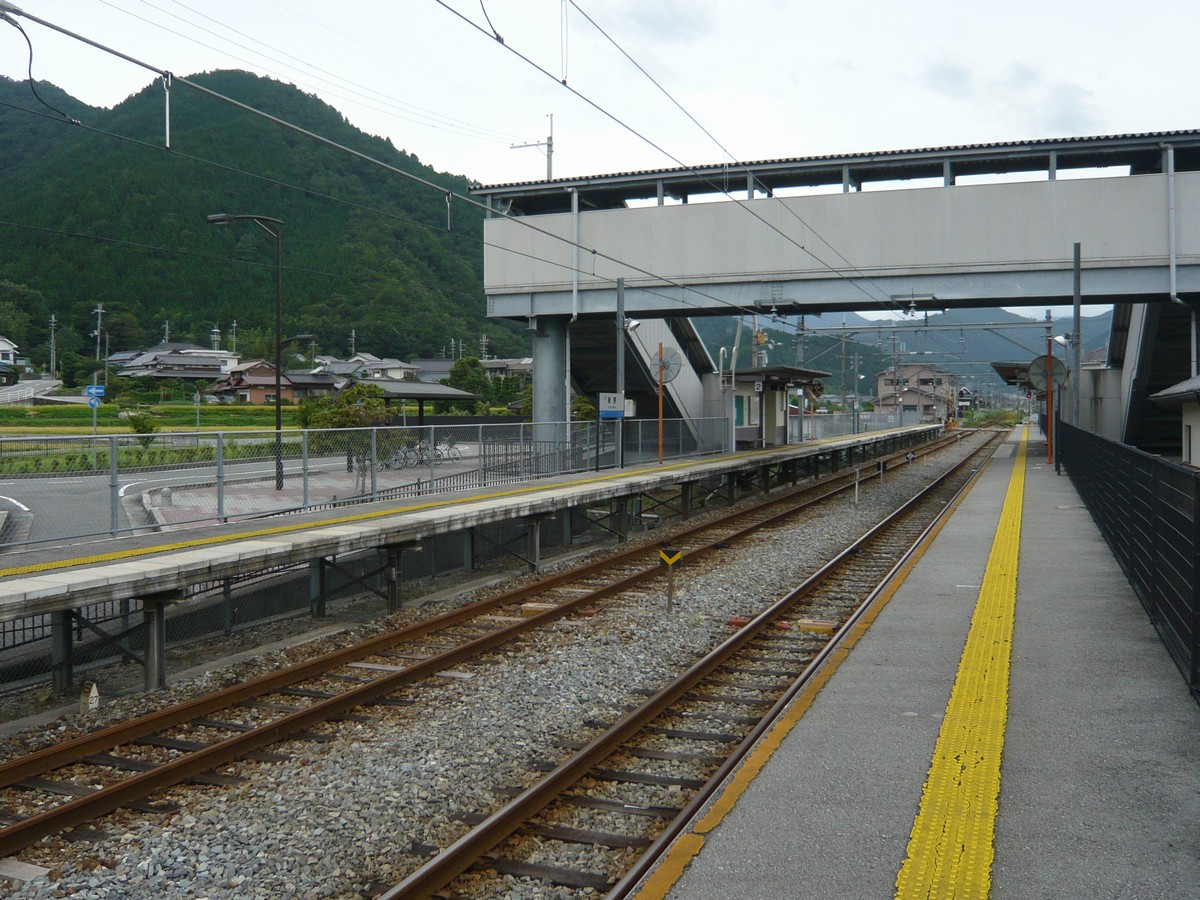
ホーム（2007年8月）

| のりば | 路線   | 方向 | 行先             | 備考         |
| ------ | ------ | ---- | ---------------- | ------------ |
| 1      | 播但線 | 上り | 福崎・姫路方面   |              |
| 1      | 播但線 | 下り | 寺前・和田山方面 | 下記以外     |
| 2      | 播但線 | 下り | 寺前・和田山方面 | 一部列車のみ |

- ホーム（2007年8月）

## 利用状況
近年の1日平均乗車人員の推移は以下の通り。
| 年度   | 1日平均 乗車人員 |
| ------ | ---------------- |
| 2000年 | 426              |
| 2001年 | 432              |
| 2002年 | 486              |
| 2003年 | 510              |
| 2004年 | 500              |
| 2005年 | 560              |
| 2006年 | 565              |
| 2007年 | 562              |
| 2008年 | 559              |
| 2009年 | 558              |
| 2010年 | 555              |
| 2011年 | 572              |
| 2012年 | 582              |
| 2013年 | 604              |
| 2014年 | 574              |
| 2015年 | 588              |
| 2016年 | 595              |
| 2019年 | 534              |
| 2020年 | 472              |
| 2021年 | 486              |

## 駅周辺
- 乗徳寺
- 浄光寺

## バス路線
- 神河町コミュニティバス（ウイング神姫運行受託）
  - 「新野駅」バス停

## 隣の駅
西日本旅客鉄道（JR西日本）
 播但線
鶴居駅 - 新野駅 - 寺前駅